# Вантадур, Анн де Леви
Анн де Леви (фр. Anne de Lévis; ум. 3 декабря 1622 или 30 декабря 1624), 2-й герцог де Вантадур, пэр Франции — французский государственный и военный деятель, рыцарь орденов короля.

## Биография
Второй сын Жильбера III де Леви, герцога де Вантадура, и Катрин де Монморанси.
Граф де Ла-Вут, барон де Донзенак, Буссак, Ла-Рош-ан-Ренье, Анноне, Корнийон и Вовер.
Губернатор и сенешаль Верхнего и Нижнего Лимузена (1591). Генеральный наместник Лангедока с 2000 экю пенсиона.
24 января 1594 добился от Парламента регистрации жалованной грамоты о возведении графства Вантадур в ранг герцогства-пэрии, данной его отцу.
Первую военную кампанию проделал в 1581 году в Нидерландах под командованием герцога Алансонского. Пытался проникнуть в осажденный испанцами Камбре, но его маленький отряд был обнаружен, атакован и обращен в бегство. Вантадур оказался один против пяти вражеских кавалеристов, ранил троих и был взят в плен только когда под ним была убита лошадь. Он был совсем юн, и, по словам Пуллена де Сен-Фуа, дорог одной гранд-даме.
Был верным сторонником короля в борьбе с Католической лигой. В 1589 году вернулся в свое лимузенское губернаторство, в несколько дней отвоевал у лигеров Брив, Тюль и крепости Эмустье и Бельшазен.
Через некоторое время пресек измену в Лиможе, где местный епископ Анри де Ла-Мартони и виконт де Помпадур замыслили передать город Лиге. Некий специально подосланный капуцин после проповеди, в которой осыпал проклятиями Генриха III и Генриха IV, вышел из церкви, держа распятие в одной руке, а в другой большую шпагу. За ним двигалась значительная толпа.
Вантадур, находившийся в городской ратуше с мэром и консулами, подпустил монаха ко входу, схватил за бороду, втащил внутрь, приказал вздернуть, а труп немедленно выбросить в окно. Толпа недовольных в страхе разбежалась.
26 ноября 1591, соединившись с Анри де Ноаем, Темином и Сайяном, атаковал и наголову разбил у городка Суйяк в Керси пасынка герцога Майенского и его союзников. Эта победа значительно ослабила лигеров в Керси, Руэрге и Перигоре.
В следующем году он направился в Лангедок, где был весьма полезен своему дяде и будущему тестю Анри де Монморанси.
На коронации Генриха IV 27 февраля 1594 представлял графа Шампани.
В период регентства Марии Медичи, хотя и был родственником принца Конде и очень дружен с Вандомами, не вступал с ними ни в какие группировки.
В 1622 году провел Штаты Лангедока, на которых 8 ноября произнес утомительную речь. Утверждали, что двор, давший понять наместнику, что готов рассмотреть просьбы сословий, затем изменил свое мнение, и это повергло герцога в такую глубокую скорбь, что он вскоре скончался.
Отец Ансельм пишет, что герцог умер вскоре после 8 ноября 1622. Согласно Пуллену де Сен-Фуа, умер 3 декабря 1622. Обер де Ла-Шене де Буа сообщает, что герцог составил завещение 23 июня 1617 и дополнил его 3 декабря 1624, определив в качестве универсального наследника старшего сына, с возможностью субституции, и умер 30 числа.

## Семья
Жена (25.06.1593): Маргерит де Монморанси (ум. 3.12.1660), дочь герцога Анри де Монморанси, коннетабля Франции, и Антуанетты де Ламарк. Принесла в приданое земли Лер и Курвиль
Дети:
- Анри (ок. 1596—14.10.1680), герцог де Вантадур. Жена (28.02.1645): Мари-Льесс (2.04.1611—18.01.1660), дочь Анри де Люксембурга, герцога де Пине, и Мадлен де Монморанси.
- Франсуа (ок. 1597— август или 17.09.1625), граф де Вовер и де Монбрён. В 1612 году назначен епископом Лодева, не достигнув 16 лет. В 1622 году ездил в Рим. По возвращении принял титул графа де Вовер. Убит в морском бою с ларошельцами
- Шарль (1599—18.02 или 19.05.1649), герцог де Вантадур. Жена 1) (26.03.1634): Сюзанна де Лозьер, дочь Антуана де Лозьера, маркиза де Темин, и Сюзанны де Монлюк; 2) (28.02.1645): Мари де Ла-Гиш де Сен-Жеран (1622—23.07.1701), дочь Жана-Франсуа де Ла-Гиша, маршала Франции, и Сюзанны Оз-Эполь
- Франсуа-Кристоф (ум. 9.09.1661), граф де Брион, герцог де Дамвиль (11.1648). Первый конюший герцога Орлеанского, губернатор Лимузена, капитан Фонтенбло, вице-король Америки (1655). Жена: Анна Ле-Камю де Жанвиль, единственная дочь Антуана Ле-Камю, сеньора де Жанвиля, маркиза де Майбуа, президента Парламента, и Мари Леклер де Лесвиль, вдова Клода Пинара, виконта де Комблизи, барона де Крамай
- Анн (ум. 17.03.1662), барон де Донзенак, архиепископ Буржский, губернатор Лимузена
- Луи-Эркюль (ум. 1.1679), иезуит, епископ Мирпуа (1655)
- Катрин или Шарлотта (1597—1.01.1619). Муж (9.06.1616): граф Жюст-Анри де Турнон-Руссильон (ум. 1643)
- Мари (ум. ок. 1649/1650), монахиня в Шелле, аббатиса Авене, затем Сен-Пьера в Лионе